# Vasstrand
Vasstrand est une localité du comté de Troms, en Norvège.

## Géographie
Administrativement, Vasstrand fait partie de la kommune de Tromsø.